# Waihee-Waiehu
Waihee-Waiehu és una concentració de població designada pel cens dels Estats Units a l'estat de Hawaii. Segons el cens del 2000 tenia 7.310 habitants.

## Demografia
Segons el cens del 2000, Waihee-Waiehu tenia 7.310 habitants, 1.864 habitatges, i 1.598 famílies La densitat de població era de 663,52 habitants per km².
Dels 1.864 habitatges en un 51,5% hi vivien nens de menys de 18 anys, en un 67,3% hi vivien parelles casades, en un 12,8% dones solteres, i en un 14,3% no eren unitats familiars. En el 9,9% dels habitatges hi vivien persones soles el 3,6% de les quals corresponia a persones de 65 anys o més que vivien soles. El nombre mitjà de persones vivint en cada habitatge era de 3,92 i el nombre mitjà de persones que vivien en cada família era de 4,14.
Per edats la població es repartia de la següent manera: un 32,6% tenia menys de 18 anys, un 8,6% entre 18 i 24, un 29,9% entre 25 i 44, un 20,9% de 45 a 64 i un 8,0% 65 anys o més.
L'edat mediana era de 32,9 anys. Per cada 100 dones hi havia 100,49 homes. Per cada 100 dones de 18 o més anys hi havia 97,4 homes.
La renda mediana per habitatge era de 63.236 $ i la renda mediana per família de 64.195 $. Els homes tenien una renda mediana de 34.742 $ mentre que les dones 27.015 $. La renda per capita de la població era de 18.008 $. Aproximadament el 5,2% de les famílies i el 6,8% de la població estaven per davall del llindar de pobresa.

## Poblacions més properes
El següent diagrama mostra les poblacions més properes.